# Lepidotrigla argyrosoma
Lepidotrigla argyrosoma is een straalvinnige vissensoort uit de familie van ponen (Triglidae). De wetenschappelijke naam van de soort is voor het eerst geldig gepubliceerd in 1938 door Fowler.